# Transmetilació
La transmetilació és una reacció química orgànica d'importància biològica en la qual un grup metil en els àtoms de carboni, oxigen o nitrogen de biomolècules sota l'efecte de catàlisi de la tranmetilasa. Es transfereix el grup metil d'un compost química a un altre. La transmetilació com la metilació és un cas especial de l'alquilació.
Això passa, per exemple, en la síntesi de la creatina, colina o betaïna.
Un altre exemple de tranmetilació és la recuperació de la metionina, que és el proveidor més important de grups metil, a partir de l'homocisteïna. Per tal de sostenir suficients taxes de reacció durant l'estrès metabòlic, aquesta reacció requereix nivell adequats de vitamina B₁₂ i àcid fòlic. El metiltetrahidrofolat aporta grups metil per formar la forma activa metil de la B₁₂ que es requerix per la metilació de l'homocisteïna. Les deficiències de la vitamina B₁₂ o àcid fòlic causa nivells incrementats d'homocisteïna circulant. L'homocisteïna elevada és un factor de risc per les malalties cardiovascularsr i està lligada a la síndrome metabòlica (insensibilitat a la insulina). La transmetilació disminueix de vegades en infants amb autisme.